# Alaska Marine Highway

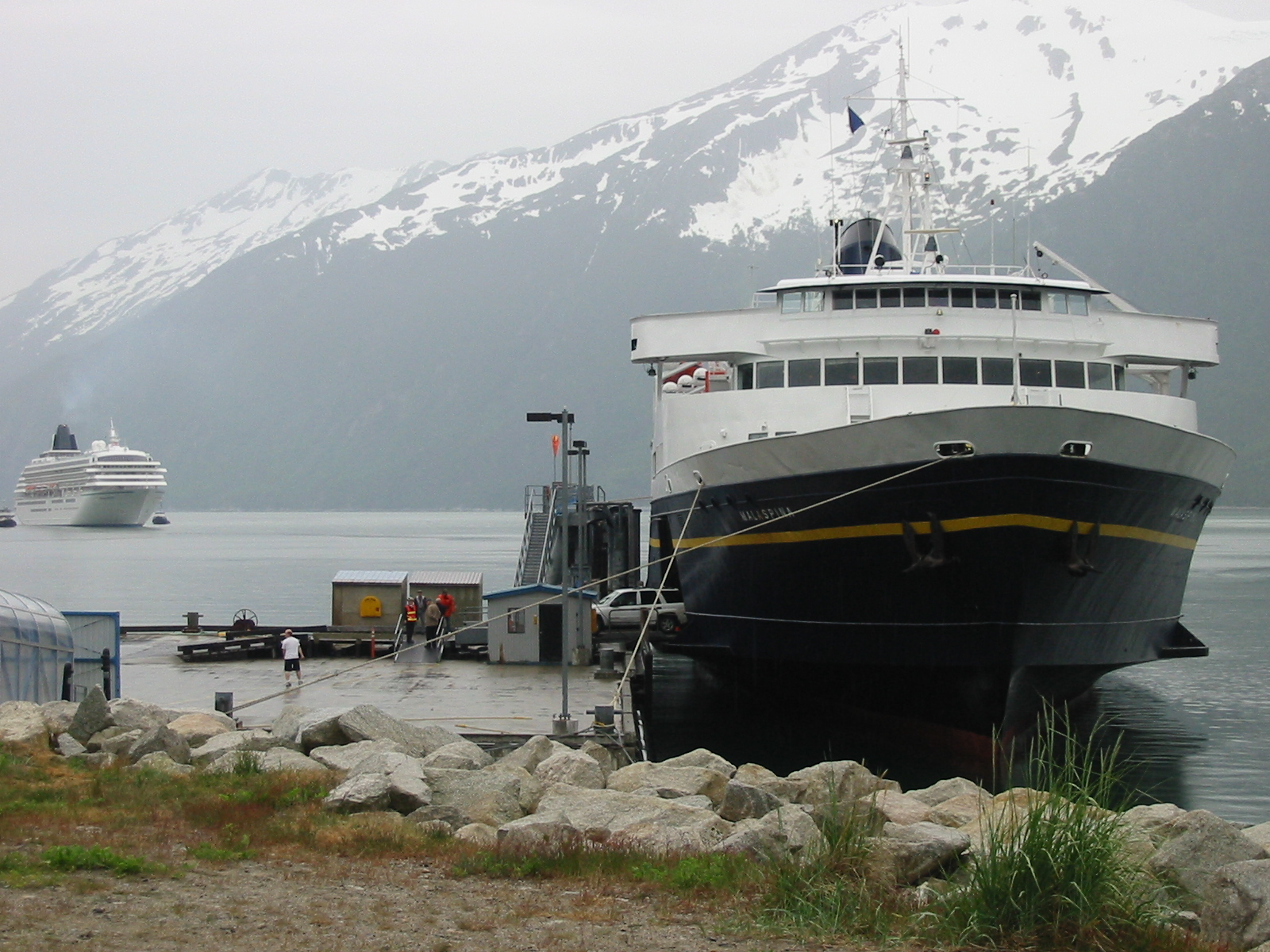
Le MV Malaspina à quai à Skagway.

L'Alaska Marine Highway (AMH) ou l'Alaska Marine Highway System (AMHS) est une entreprise proposant un service de ferry reliant une partie de l'Alaska, aux États-Unis.

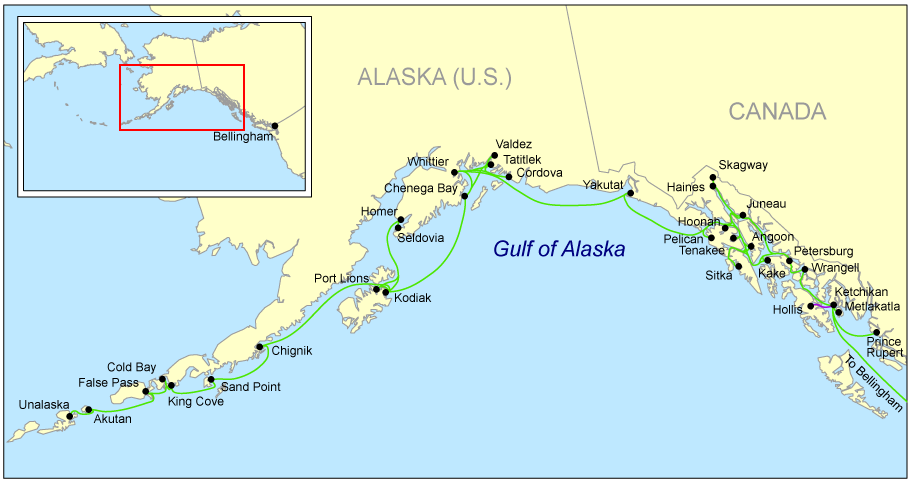
Routes de l'AMH.